# Rosana Sullivan
Rosana Sullivan es una animadora, directora, guionista, artista de guion gráfico y productora ejecutiva estadounidense. Desde 2011 trabaja en Pixar Animation Studios. Su primer cortometraje como directora y guionista, Kitbull (2019), recibió una nominación al premio Óscar en la categoría de mejor cortometraje animado.

## Biografía

### Primeros años
Sullivan nació en Charleston (Carolina del Sur) y creció en Texas. Tiene un hermano. Cuando estaba en el instituto, a los 16 años, su padre, un profesor universitario de biología, aceptó un nuevo trabajo en la Universidad de San Francisco y la familia se trasladó a la zona de la bahía de San Francisco.
Al principio, Sullivan estudió la carrera de veterinaria y se matriculó en la Universidad de San Francisco en la especialidad de biología. En su primer año, hizo un curso de pintura de retratos para obtener un crédito de arte y se dio cuenta de que esa disciplina era su verdadera vocación. Pasó su último año en la USF en el programa de bellas artes, graduándose en 2007, y luego asistió a la Universidad Academia de Arte en San Francisco, graduándose en 2010.

### Carrera
Sullivan trabajó como diseñadora principal de personajes en Ooga Labs y como artista 2D en Kabam antes de unirse a Pixar Animation Studios en 2011. Con Pixar, ha contribuido a las películas de animación en 3D Monsters University, The Good Dinosaur, Piper y Los Increíbles 2. Fue nominada a un premio Annie en la ceremonia de 2016, dentro de la categoría de mejor guion gráfico en un largometraje animado por su trabajo en The Good Dinosaur. En 2019 estrenó Kitbull, su primera película de animación como directora y guionista, un cortometraje de nueve minutos de animación tradicional que forma parte de la serie SparkShorts. La cinta fue nominada a un premio Óscar en la categoría de mejor cortometraje animado.
En abril de 2019 publicó un libro ilustrado autobiográfico, titulado Mommy Sayang, que narra la vida de una niña y su madre en un pueblo de Malasia. Esta historia, junto con otras que ha escrito, está inspirada en las raíces de su madre en aquel país asiático.
En enero de 2021 se anunció que dirigirá un largometraje para Pixar.

## Filmografía
| Año  | Título              | Crédito   | Crédito                  | Crédito   | Crédito              | Notas        |
| Año  | Título              | Directora | Artista de guion gráfico | Guionista | Productora ejecutiva | Notas        |
| ---- | ------------------- | --------- | ------------------------ | --------- | -------------------- | ------------ |
| 2009 | Long Shadows        | No        | Sí                       | No        | No                   | Cortometraje |
| 2013 | Monsters University | No        | Sí                       | No        | No                   | Largometraje |
| 2015 | The Good Dinosaur   | No        | Sí                       | No        | No                   | Largometraje |
| 2016 | Piper               | No        | Sí                       | No        | No                   | Cortometraje |
| 2018 | Los Increíbles 2    | No        | Sí                       | No        | No                   | Largometraje |
| 2019 | Kitbull             | Sí        | Sí                       | Sí        | No                   | Cortometraje |
| 2019 | Toy Story 4         | No        | No                       | No        | Asociada             | Largometraje |
| 2020 | Loop                | No        | No                       | Historia  | No                   | Cortometraje |
| 2020 | Onward              | No        | Sí                       | No        | No                   | Largometraje |

Fuentes:

## Premios y nominaciones
| Año  | Premio           | Categoría                                      | Película          | Resultado |
| ---- | ---------------- | ---------------------------------------------- | ----------------- | --------- |
| 2020 | Premios Óscar    | Mejor cortometraje animado                     | Kitbull           | Nominada  |
| 2020 | Premio Humanitas | Mejor cortometraje                             | Kitbull           | Ganadora  |
| 2016 | Premios Annie    | Mejor guion gráfico en un largometraje animado | The Good Dinosaur | Nominada  |